# Les Trois Mousquetaires (série télévisée d'animation)
Pour les articles homonymes, voir Les Trois Mousquetaires (homonymie).
Ne doit pas être confondu avec Sous le signe des Mousquetaires.
Les Trois Mousquetaires (ワンワン三銃士, Wan-wan Sanjushi, D'Artacan y los tres mosqueperros) est une série télévisée d'animation hispano-japonaise en 26 épisodes de 22 minutes, créée par Claudio Biern Boyd d'après le roman Les Trois Mousquetaires et coproduite par les studios BRB Internacional et Nippon Animation et diffusée du 9 octobre 1981 au 26 mars 1982 au Japon sur MBS.
Au Québec, la série a été diffusée à partir du 3 septembre 1983 sur TVEC, dès le 15 septembre 1985 sur TVJQ, et à partir du 5 mars 1990 au Canal Famille. En France à partir du 12 septembre 1984 dans l'émission Vitamine sur TF1. Elle a aussi été diffusée sur Télé Monte-Carlo en 1984 dans l'émission Télé Monte Cartoon. Rediffusion à partir du 6 mars 1988 dans l'émission Club Dorothée sur TF1. Puis à partir du 8 janvier 1989 dans l'émission Amuse 3 sur FR3.

## Synopsis
La plupart des personnages sont des chiens anthropomorphiques. Le titre espagnol de la série, D'Artacan y los tres mosqueperros, contient un jeu de mots sur les mots espagnols mosquetero ("mousquetaire") et perro, ("chien"). 
D'Artagnan, en arrivant à Paris depuis sa Gascogne pour devenir mousquetaire du Roi, défie tour à tour Athos, Porthos et Aramis. Il leur donne rendez-vous au même endroit pour un duel. À l'heure du rendez-vous, ils sont dérangés par les gardes du cardinal et, après leur avoir administré une bonne correction, deviennent amis.
Par la suite, dans son périple pour devenir mousquetaire, il rencontre Constance, femme de chambre de la Reine et doit faire face aux gens du cardinal de Richelieu.

## Fiche technique
- Titre original : D'Artacan y los tres mosqueperros (Espagne) (ワンワン三銃士, Wan-wan Sanjushi?, (Japon))
- Titre français : Les Trois Mousquetaires ; D'Artagnan et les Trois Mousquetaires
- Réalisation : Taku Sugiyama, Shigeo Koshi, Luis Ballester Bustos
- Scénario : Taku Sugiyama, Akira Nakahara, Yoshihiro Kimura, Claudio Biern Boyd d'après Alexandre Dumas
- Direction artistique : Shichirô Kobayashi, Kazue Itô
- Création des personnages : Shuichi Seki
- Direction de l'animation : Takao Ogawa
- Photographie : Toshiaki Morita
- Musique : Guido et Maurizio De Angelis (VF) ; Jean-Jacques Debout (Paroles et chant du générique VF)
- Production : Junzô Nakajima ; Koîchi Motohashi (producteur exécutif)
- Dates de première diffusion :  Japon : 9 octobre 1981 ;  France : 12 septembre 1984

## Distribution

### Voix françaises
- Gérard Hernandez : d'Artagnan
- Claude Dasset : Athos (1re voix), Planchet (1re voix) et M. de Tréville
- Albert Augier : Athos (2e voix) et Planchet (2e voix)
- Pierre Trabaud : Aramis et le comte de Rochefort
- Roger Carel : le narrateur, le cardinal de Richelieu, Pomme, le duc de Buckingham, Porthos et voix additionnelles
- Évelyne Séléna : Constance Bonacieux
- Claude Chantal : Milady de Winter, Anne d'Autriche et la mère de d'Artagnan
- Philippe Dumat : Louis XIII (1re voix), Jussac (1re voix), le père de d'Artagnan et voix additionnelles
- Jacques Ferrière : Louis XIII (2e voix) et Jussac (2e voix)
- Lily Baron : personnages secondaires et voix additionnelles

 Source et légende : version française (VF) sur RS Doublage

## Épisodes
1. Paris, la ville rêvée (わんぱくダルタニヤン登場！！, Wan paku Darutaniyan tōjō!!?)
2. Le Chevalier à la moustache noire (謎の黒ひげ剣士, Nazo no kuro Hige Kenshi?)
3. La Jeune Femme du carrosse (はらぺこの都パリ, Hara pekono to Pari?)
4. L'Imposteur (天下無敵の三銃士登場, Tenka muteki no san Jūshi tōjō?)
5. Monsieur de Tréville (銃士隊長・トレヴィル, Jūshi taichō : Toreviru?)
6. D'Artagnan contre les mousquetaires (三銃士と決闘？ダルタニヤン大いに売り出す, San Jūshi to kettō? Darutaniyan ōini uridasu?)
7. L'Apprenti mousquetaire (愛馬ロフティと再会！！, Aiba rofuti to saikai!!?)
8. L'Enlèvement (ジュリエット大好き！！デートの秘密, Jurietto daisuki!! Dēto no himitsu?)
9. À la recherche de Constance (ジュリエットさらわる！追跡！追跡！大追跡, Jurietto sara waru! tsuiseki! tsuiseki! dai tsuiseki?)
10. La Petite Évasion (大脱走！ダルタニヤン助けて！！, Dai dassō! Darutaniyan tasukete!!?)
11. Les Atouts de Milady (ミレディにころりダルタニヤン, Miredi ni korori Darutaniyan?)
12. La Mission secrète (決戦！！ガイヤール砦, Kessen!! Gaiyāru toride?)
13. Le Nouvel Ami (チュー友ボム公初登場, Chū tomo bomu ōyake hatsu tōjō?)
14. Chassé-croisé avec le Duc (百パーセントの片想い, Hyaku pāsento no Kataomoi?)
15. La Rencontre (ダルタニヤンの初手柄, Darutaniyan no hatsu tegara?)
16. La Dague volée (短剣を盗んだ女, Tanken o nusun da onna?)
17. Un bateau pour l'Angleterre (ダルヤニヤン海を渡る, Daruyaniyan umi o wataru?)
18. Le Collier (急げ・ワルツの鳴る前に, Isoge Warutsu no naru mae ni?)
19. L'Épreuve (銃士の星をめざせ, Jūshi no Hoshi o mezase?)
20. Le Faucon bleu (鏡のうらの秘密, Kyō no ura no himitsu?)
21. Le Bateau fantôme (謎のゆうれい船の正体は？, Nazo no yūrei sen no shōtai ha??)
22. L'Île au trésor (ダルタニヤンと宝島, Darutaniyan to takarajima?)
23. Les Cryptes de Notre-Dame (ノートルダムの鐘を鳴らすな！！, Nōtorudamu no kane o narasu na!!?)
24. En route vers l'Espagne (アトスのニセ伯爵, Atosu no nise hakushaku?)
25. Le Combat des taureaux (ミレディーのシビレ薬, Miredī no shibi re yaku?)
26. Enfin mousquetaire ! (おめでとう・銃士ダルタニヤン, Omedetō : jūshi Darutaniyan?)

## Personnages
Dans cette adaptation, tous les protagonistes ont été remplacés par des animaux anthropomorphes dont la plupart sont des chiens :
- D'Artagnan (ダルタニヤン, Darutaniyan?), un beagle
- Athos (アトス, Atosu?), un berger allemand
- Porthos (ポルトス, Porutosu?), un saint-bernard
- Aramis (アラミス, Aramisu?), un springer anglais
- Planchet (プランシェ, Puranshe?), un ours
- Pomme (ボム, Pomu?), une souris
- Constance (コンスタンス, Konsutansu?), un lévrier afghan
- Le cardinal de Richelieu (リシュリュー枢機卿, Rishuryū-sūkikyō?), un vieux renard[6]
- Le comte de Rochefort (ロシュフォール伯爵, Roshufōru-hakushaku?), un saluki
- Jussac (ジュッサク, Jussaku?), un boxer
- Milady de Winter (ミレディ, Miredi?), une chatte blanche
- Louis XIII (ルイ１３世, Rui jūsan-sei?), un cavalier king charles
- Anne d'Autriche (アンヌ王妃, Anne-ōhi?), un grand spitz
- Le duc de Buckingham (バッキンガム公, Bakkingamu-ōyake?), un cocker spaniel anglais
- Monsieur de Tréville (トレヴィル, Toreviru?), un bullmastiff

## Vidéos

### Zone 2 (France)
| Épisodes | Support | Sortie           | Commentaires |
| -------- | ------- | ---------------- | ------------ |
| 5        | DVD (1) | 16 novembre 2005 | Volume 1     |
| 5        | DVD (1) | 16 novembre 2005 | Volume 2     |
| 5        | DVD (1) | 16 novembre 2005 | Volume 3     |
| 5        | DVD (1) | 16 novembre 2005 | Volume 4     |
| 6        | DVD (1) | 16 novembre 2005 | Volume 5     |
| 26       | DVD (5) | 20 juin 2003     | Intégrale    |

## Produits dérivés

### Série animée
Une suite de cette série, ayant pour titre Au service de sa Majesté (El retorno de D'Artacán), a vu le jour en 1990, produite exclusivement en Espagne. Elle comporte le même nombre d'épisodes, soit 26 au total. Les graphismes sont très proches de la série originale. Pour ces nouvelles aventures, d'Artagnan est désormais un mousquetaire à part entière et rencontre de nouveaux personnages tels que le célèbre homme au masque de fer. Elle a été diffusée pour la première fois à la télévision française dans l’émission Les Minikeums sur France 3 en 1997.

### Film
Un long métrage d'animation en images de synthèse adapté de la série et intitulé D'Artagnan et les Trois Mousquetaires est sorti au cinéma le 25 août 2021. Il est réalisé par l'espagnol Toni Garcia et est produit par Starinvest Films France.